# Letzte Bootsfahrt
Letzte Bootsfahrt – Der dritte Altaussee Krimi ist ein österreichischer Fernsehfilm aus der Reihe Der Altaussee-Krimi aus dem Jahr 2022 von Julian Pölsler mit Johannes Silberschneider, Eva Herzig und Gerhard Ernst. Das Drehbuch des Kriminalfilms basiert auf dem gleichnamigen Altaussee-Krimi von Herbert Dutzler. Nach Letzter Kirtag (2020) und Letzter Gipfel (2021) handelt es sich um den dritten Film der Altaussee-Krimireihe. Die Erstausstrahlung auf ServusTV war am 15. Oktober 2022.

## Handlung
In ihrem dritten Fall erhalten Dorfpolizist Franz Gasperlmaier und sein gemütlicher Vorgesetzter, Postenkommandant Friedrich Kahlß, von Frau Doktor Agathe Herzog vom Landeskriminalamt Steiermark, Expositur Leoben, Unterstützung bei den Ermittlungen.
Nach dem Begräbnis von Friedl Reiter, der Mutter von Loisl Reiter, treffen deren ehemalige Schulkollegen Rechtsanwalt Dr. Michael Schwaiger aus Wien, der Grill Seppl, Bertl Rastl sowie die Lehrerin der sogenannten „Viererbande“, der neben Michl, Bertl und Seppl außerdem auch Ferdinand „Ferdl“ Wieser angehörte, Gasperlmeiers Schwiegermutter Gretel, nach vielen Jahren beim Leichenschmaus wieder aufeinander. Franz Gasperlmeier selbst wird von dort zu einem Todesfall gerufen. Die Leiche des Immobiliengeschäftsmannes Ferdinand Wieser wird aufgefunden, das Opfer wurde in der Klomuschel ertränkt. Seine Frau Gerlinde gibt an, zum Todeszeitpunkt nicht im Haus gewesen zu sein. Ferdinand Wiesers Tochter Roswitha Schnabel hatte vor zwei Jahren das Immobiliengeschäft ihres Vaters übernommen, der sich aus dem Tagesgeschäft zurückgezogen hatte und nur mehr außergewöhnliche Objekte betreut hatte.
Laut Roswitha soll Kommerzialrat Herbert Holzmann 100.000 Euro ohne Beleg an Ferdinand Wieser übergeben haben, davon hat ihre Mutter 10.000 Euro an den Erleuchtetenkreis gespendet, vom Verbleib der restlichen 90.000 Euro wollen beide allerdings nichts wissen. Später findet Gasperlmaier diese am Tatort im Spülkasten versteckt. Laut Holzmann war das Geld für eine Umwidmung im Flächenplan vorgesehen. Yvonne Reichel, die Assistentin von Roswitha Schnabel, gesteht, die 100.000 Euro von Holzmann im Auftrag von Ferdinand Wieser erhalten zu haben. Reichel wurde vor Kurzem von Wieser fristlos entlassen, Roswitha hatte Reichel daraufhin auf Anraten ihres Mannes Gerfried als ihre Assistentin eingestellt, weil diese Kenntnis über viele Firmeninterna hat. Laut Gerlinde Wieser soll ihr Mann nicht nur Geld von Yvonne Reichel erhalten haben, sondern auch einen Drohbrief.
Auf den ersten Toten folgt mit Michael Schwaiger ein zweiter. Für Herzog ist Gasperlmeiers Schwiegermutter die Verbindung zwischen den beiden Opfern, nachdem beide Schüler von ihr waren. Wenig später erhält auch Grill Seppl einen Drohbrief und wird bald darauf ebenfalls ermordet aufgefunden. Auch Bertl Rastl erhält einen Drohbrief, er befürchtet das nächste Opfer eines Serienmörders auf Rachefeldzug zu sein. Die Opfer wurden jeweils mit heruntergelassenen Hosen aufgefunden, Herzog vermutet eine emotionale Tat. Von seiner Schwiegermutter erfährt Gasperlmeier, dass Friedl Reiter während der Schulzeit für einige Tage verschwunden war. Herzog schlägt Rastl vor, ihn als Lockvogel für den Täter zu benutzen. Der Einsatz schlägt allerdings fehl, Gasperlmeier wird von hinten niedergeschlagen, der Täter kann unerkannt fliehen.
Herzog und Gasperlmaier erwischen Gerfried Schnabel inflagranti beim Geschlechtsverkehr mit der Assistentin seiner Frau. Gerfrieds DNS findet sich auch auf dem Drohbrief an seinen Schwiegervater, Schnabel gesteht den Brief geschrieben zu haben. Den Mord streitet er allerdings ab. Ferdinand Wieser hatte Reichel die Hälfte von dem Schwarzgeld versprochen, das sie durch die Baugenehmigung erhalten hatten. Wieser wollte davon später allerdings nichts mehr wissen.
Gasperlmeiers Schwiegermutter hatte kurz vor Friedl Reiters Tod von ihr deren Tagebuch vom August 1959 erhalten, in dem Friedel beschreibt, wie sie von dreien von der „Viererbande“ vergewaltigt wurde. Bertl hatte alles fotografiert. Die Feuerwehr wird zum Hof von Loisl Reiter gerufen, er hatte die Fotos von Bertl mit seiner Mutter gefunden und wollte die Fotos mitsamt dem Hof vernichten, nachdem für ihn nach dem Tod seiner Mutter das Leben keinen Sinn mehr hatte. Loisl wollte die Mitglieder der Viererbande dazu bringen, zuzugeben, dass sie Schweine waren und sagen müssen, was sie seiner Mutter angetan hatten.

## Produktion und Hintergrund
Die Dreharbeiten fanden vom 7. September bis zum 8. Oktober 2021 statt, gedreht wurde in der Steiermark. Drehorte waren Altaussee und das Salzkammergut.
Produziert wurde der Film von der Coop99 und der Juwel Film Production in Kooperation mit dem Red Bull Media House. Unterstützt wurde die Produktion von Cinestyria, dem Land Oberösterreich und dem Land Salzburg sowie dem Tourismusverband Ausseerland-Salzkammergut. Die Kamera führte Hermann Dunzendorfer, die Montage verantwortete Andrea Wagner und das Casting Ulrike Putzer. Das Kostümbild gestaltete Ingrid Leibezeder, das Szenenbild Hans Peter Kudlich, den Ton Odo Grötschnig und die Maske Lea Reitberger.
Während die Rolle des Dorfpolizisten Franz Gasperlmaier in den ersten beiden Filmen Letzter Kirtag und Letzter Gipfel von Cornelius Obonya verkörpert wurde, übernahm diese Rolle im dritten Film Johannes Silberschneider.
Der bayerische Volksschauspieler Josef Thalmaier hatte in diesem Film seine letzte Rolle als Plättenfahrer Heinz Leumer. Das reale Vorbild der Rolle war der Ausseer Heinz Leuner, der im Mai 2022 starb.

## Rezeption
Tvspielfilm.de urteilte: „Schrullig-charmanter Landkrimi, ein paar schiefe Töne.“
Der Film wurde bei Erstausstrahlung auf ServusTV im Oktober 2022 von rund 315.000 Zuschauern verfolgt, der Marktanteil betrug 12,1 Prozent.